# Albert Sixtus
Albert Sixtus (* 12. Mai 1892 in Hainichen; † 24. Februar 1960 in Jena) war ein deutscher Kinder- und Jugendbuchautor. Sein wohl bekanntestes Werk ist Die Häschenschule (1924).

## Leben und Werk
Er wurde als zweiter Sohn eines sächsischen Landgendarmen geboren und besuchte die Volksschulen in Stolpen (Sachsen) und Reichenau in Sa. (heute Bogatynia, Polen). Ab 1906 besuchte er das Lehrerseminar in Pirna, das er 1912 mit Auszeichnung abschloss. Im November 1914 bestand er eine Wahlfähigkeitsprüfung, was dem heutigen 1. Staatsexamen gleichkommt; im April 1915 trat er eine ständige Stelle an der Städtischen Realschule in Kirchberg an. Im Mai 1915 heiratete er Milda Preußger, die am 26. Dezember desselben Jahres den Sohn Wolfgang Manfred Sixtus gebar.
Im Ersten Weltkrieg wurde Albert Sixtus zunächst wegen Kurzsichtigkeit ausgemustert, im Dezember 1915 jedoch als Infanterist an die Westfront beordert, wo er nach der Schlacht um Verdun wegen Furunkulose im Spital behandelt wurde. Nach einer Ausbildung zum Kanonier wurde er im Frühjahr 1918 schwer verwundet und entkam einer neuen Verwendung im Oktober nur dank der Säumigkeit der Behörden und der Novemberrevolution. Am 2. Dezember 1918 wurde Sixtus entlassen und trat erneut seinen Schuldienst in Kirchberg an.
Seine literarische Tätigkeit begann Albert Sixtus mit der Veröffentlichung des Märchenbuchs Mein Guckkästchen (1922). In den folgenden Jahren erschienen zahlreiche weitere Märchenbücher.
Sein wohl bekanntestes Werk, Die Häschenschule, das von Fritz Koch-Gotha mit Illustrationen versehen wurde, wurde mehr als 2,5 Millionen Mal verkauft und ins Englische, Lateinische sowie diverse Mundarten übersetzt. Die Verse hat Sixtus eigenen Angaben zufolge in nur einer Nacht Ende April 1922 verfasst. Die Veröffentlichung erfolgte im Spätsommer 1924. Das Werk inspirierte den 2017 veröffentlichten Animationsfilm Die Häschenschule – Jagd nach dem Goldenen Ei sowie dessen Fortsetzung.
1925 begann er die Jugendbuch-Trilogie Die wilden Jungen von der Feuerburg. 1928 wurde er in Glauchau Mitglied der Schlaraffen (Reych Glauchavia), 1930 zum „Ritter Häschenklein der Sixtaner“ geschlagen.
Bis 1936 erschienen von Albert Sixtus 44 Bilderbücher, zehn Märchenspiele, drei Abenteuerromane, drei Märchenbücher und zwei Gedichtbände. Zudem schrieb Sixtus regelmäßig Beiträge für verschiedene Kinderzeitschriften.
Im Oktober 1937 wurde Sixtus für zwei Tage von der Gestapo verhaftet und litt nach seiner Freilassung unter zahlreichen Einschränkungen und Auflagen für seine literarische Betätigung. Vor dem Hintergrund seiner Pensionierung im Juni desselben Jahres wog dies umso schwerer: Neben seiner Kriegsverletzung (Steckschuss in der Leber) machte ihm der nationalsozialistische Rektor seiner Amtsstelle zu Glauchau zu schaffen. Im Dezember 1938 zog Sixtus nach Jena, um den Glauchauer Spitzeln der Gestapo zu entgehen. Dort begann sein Sohn Wolfgang ein Studium der Philologie.
Während der Zeit des Nationalsozialismus verdiente Sixtus seinen Lebensunterhalt mit Beiträgen für Auerbachs Deutschen Kinderkalender; insbesondere als „Kalendermann“, der mit Kindern aus aller Welt korrespondierte. Durch sein Engagement wurde der 1935 erstmals in brauner Farbe mit dem Motiv der Hitlerjugend gestaltete Kinderkalender im Folgejahr wieder in roter Farbe mit dem üblichen Motiv gefasst.
Zwar schon 1926 begonnen, erschien erst 1941 sein bekanntestes Jugendbuch Das Geheimnis des Riesenhügels. Das Manuskript wurde ihm 1936 entwendet, umgeschrieben und erschien 1938 als Plagiat Doktor Kleinermacher.
Im Zweiten Weltkrieg, den Sixtus in Jena erlebte, verlor er seinen inzwischen verheirateten Sohn, der an der Ostfront fiel und bis heute verschollen ist. Nach dem Zusammenbruch des Nazi-Regimes konnte er zwar seine schriftstellerische Tätigkeit wieder verstärkt aufnehmen, aber seine Gesundheit verschlechterte sich zusehends – teils durch den Verlust seines Sohnes, teils durch den Granatsplitter in seiner Leber, der umherzuwandern begann. Nach langer Krankheit starb Sixtus am 24. Februar 1960 in Jena.
37 Jahre später fand man auf dem Dachboden einer alten Werkstatt einen Reisekorb mit seinem schriftstellerischen Nachlass. Er enthielt eine Fülle unveröffentlichter Schriften, die sich in einem schlechten Erhaltungszustand befanden, darunter Verse für ca. 30 Bilderbücher, zwei Märchenspiele, einige Kindererzählungen, einen Roman, einen Abenteuerroman für Kinder, eine Biografie, Theaterstücke und über 100 Gedichte für Kinder und Erwachsene.
1997 entstand das Albert-Sixtus-Archiv, in dem das gesamte Material und ein Teil seines Briefwechsels geordnet und gesichtet werden. Das Bemühen des Archivs gilt dem Erhalt der alten Bestände.
In Kirchberg wurde eine Straße nach Albert Sixtus benannt.

## Werke
- Mein Guckkästchen (Märchen). Illustrationen von Georg Hinke. Berlin-Charlottenburg: Jugend-Verlag 1922.
- Brummerchen (Märchen). Illustrationen von Georg Hinke. Berlin: Jugend-Verlag 1923.
- Die wilden Jungen von der Feuerburg (Abenteuerroman für die Jugend). Illustrationen von A. v. Riesen. Berlin-Charlottenburg: Jugend-Verlag 1923.
- Die Häschenschule (Bilderbuch). Illustrationen von Fritz Koch-Gotha. Leipzig: Alfred Hahn’s Verlag 1924.
- Das Muckhäslein (Bilderbuch). Illustrationen von Adelheid Schimz. Leipzig: Hegel & Schade 1924.
- Lerne was, so kannst du was! (Bilderbuch). Illustrationen von Fritz Baumgarten. München: Verlag J. F. Schreiber Esslingen 1924.
- Im Mäusehäuschen (Bilderbuch). Illustrationen von Hans James Berthold. Leipzig: Hegel & Schade 1924. 2. Aufl. 1929 Illustrationen von Mathilde Ritter.
- Gute Freunde (Bilderbuch). Illustrationen von Karl Rohr. München: Verlag J. F. Schreiber Esslingen 1924.
- Neue Abenteuer von der Feuerburg (Abenteuerroman für die Jugend). Illustrationen von A. v. Riesen. Berlin-Charlottenburg: Jugend-Verlag 1925.
- Der Wolkenkönig (Märchen). Illustrationen von Ernst Liebermann. Reutlingen: Ensslin & Laiblin 1925.
- Allerlei Lustiges (Bilderbuch). Illustrationen von Bruno Grimmer. München: Verlag J. F. Schreiber Esslingen 1925.
- Im Heinzelmännchenreiche (Bilderbuch). Illustrationen von Eberhard Wilm. Görlitz: Verlagsanstalt Görlitzer Nachrichten und Anzeiger 1925.
- Im Katzenkränzchen (Bilderbuch). Illustrationen von Carl Robert Arthur Thiele. Leipzig: Alfred Hahn’s Verlag 1926.
- Im wunderbaren Puppenland (Bilderbuch). Illustrationen von Ernst Kutzer. Leipzig: Alfred Hahn’s Verlag 1926.
- Nach Regen folgt Sonnenschein (Bilderbuch). Illustrationen von Fritz Baumgarten. München: J. F. Schreiber Verlag 1926.
- Schniepapo, der Zaubermeister und die kleinen Schulhausgeister (Märchenspiel). Leipzig: Arwed Strauch 1927, ebenso separates Regiebuch.
- Knecht Ruprechts Weihnachtsbäckerei (Märchenspiel). In: Neue Leipziger Zeitung 1927.
- Wie Heini der Stärkste wurde (Bilderbuch). Illustrationen von Carl Robert Arthur Thiele. Leipzig: Leipziger Graphische Werke 1927.
- Wie Susi die Schönste wurde (Bilderbuch). Illustrationen von Carl Robert Arthur Thiele. Leipzig: Leipziger Graphische Werke 1927.
- Wir kleinen Handwerksleut (Bilderbuch). Illustrationen von Fritz Bergen. Leipzig: Leipziger Graphische Werke 1927.
- Bubis Tagewerk (Bilderbuch). Illustrationen von A. Erbert. Leipzig: Leipziger Graphische Werke 1927.
- Familie Dackelbein in der Großstadt (Bilderbuch). Illustrationen von Margarete Schneider-Reichel. Leipzig: Verlag E. Skacel 1927.
- Der Dackelschutzmann (Bilderbuch). Illustrationen von Ernst Kutzer. Leipzig: Leipziger Graphische Werke 1927.
- Der Zuckertütenbaum (Bilderbuch). Illustrationen von Richard Heinrich. Leipzig: Hegel & Schade 1928 bis 1943.
- Grünbart, das Moosmännchen (Bilderbuch). Illustrationen von Else Wenz-Viëtor. Oldenburg: Gerhard Stalling 1928.
- Die Zwergeisenbahn (Bilderbuch). Illustrationen von Ernst Kutzer. Leipzig: Hegel & Schade 1928.
- Der faule Teddybär (Bilderbuch). Illustrationen von Willy Planck. Stuttgart: Loewes Verlag 1928.
- Das lustige Kasperle-Buch (Bilderbuch). Illustrationen von Helmut Skarbina. Oldenburg: Gerhard Stalling Oldenburg 1928.
- Ei, die lustigen Teddybären (Bilderbuch). Illustrationen von Rudi Bär. Reutlingen: Ensslin & Laiblin 1928.
- Beim Puppenmütterchen (Märchenspiel). Leipzig: Gustav Richter 1928.
- Ulkige Sachen zum Tränenlachen (Märchenspiel). Leipzig: A. Strauch 1928.
- Weihnachten im Puppenhaus (Märchenspiel). Leipzig: Gustav Richter 1928.
- Die Wundereisenbahn im Weihnachtswalde (Märchenspiel). Hänsel und Gretel 1928. Leipzig: Arwed Strauch 1929.
- Vom Häslein und der Hennenfrau (Bilderbuch). Illustrationen von Rudi Bär. Fürth: Verlag Hesse 1928.
- Geburtstag im Kaninchenland (Bilderbuch). Illustrationen von Rudi Bär. Fürth: Verlag Hesse 1928. 2. Auflage: Geburtstag im Häschenland
- Jahrmarkt im Froschland (Bilderbuch). Illustrationen von Rudi Bär. Fürth: Verlag Hesse 1928.
- Vom Hündchen und vom Kätzchen (Bilderbuch). Illustrationen von Rudi Bär. Fürth: Verlag Hesse 1928.
- Möpschen hat Zahnschmerzen (Bilderbuch). Illustrationen von Helmut Skarbina. Oldenburg: Gerhard Stalling 1928. (Falsche Autorenangabe oder Pseudonym).
- Baumkindleins Nachtfahrt (Bilderbuch). Illustrationen von Richard Heinrich. Reutlingen: Ensslin & Laiblin 1929.
- Liese auf der Märchenwiese (Märchenspiel). Leipzig: Gustav Richter 1929. Leipzig: Gustav Richter, Theater- und Musikverlag 1929 (Notenblatt, Melodie von A. Biefeld).
- Klipper, Klapper. Leichte Gedichte für kleine Wichte Halle: C. Marhold 1929.
- Schaut herein – das ist fein (Bilderbuch). Illustrationen von Hans Greinke. Leipzig: Leipziger Graphische Werke 1929.
- Die Wunderfahrt (Bilderbuch). Illustrationen von Sándor Bortnyik. Leipzig: Alfred Hahn’s Verlag 1929.
- Ferienabenteuer der Feuerburgjungen (Abenteuerroman für die Jugend). Illustrationen von A. v. Riesen. Berlin-Charlottenburg: Jugend-Verlag 1929.
- Der Hundezirkus (Bilderbuch). Illustrationen von Fritz Baumgarten. Leipzig: A. Anton & Co. 1930.
- Der Häschen-Spaziergang (Bilderbuch). Illustrationen von Richard Heinrich. Leipzig: A. Anton & Co. 1930. Esslinger 2004 unter dem Titel: Der Häschen-Schulausflug.
- Hansis Reise ins Spielzeugland (Bilderbuch). Illustrationen von Richard Heinrich. Leipzig A. Anton & Co. 1930.
- Kikeriki (Bilderbuch). Illustrationen von Ernst Kutzer. Leipzig: Leipziger Graphische Werke 1930.
- Das Püppchen aus dem Ei (Bilderbuch). Illustrationen von Rudolf Schulz und Max Brösel. München, J. F. Schreiber Verlag Esslingen 1930. 2. Auflage unter dem Titel: Das Zauberei 1935, Buch in Ei-Form.
- Das Blumenelfchen (Bilderbuch). Illustrationen von Fritz Baumgarten. Leipzig: Abel & Müller 1930.
- Die beiden Ausreißer (Geschichten für die Jugend). Illustrationen von Carl Robert Arthur Thiele. Hildesheim: Borgmeyer 1931.
- Schützenfest in Katzenhausen (Bilderbuch). Illustrationen von Carl Robert Arthur Thiele. Leipzig: Alfred Hahn’s Verlag 1933.
- Susel will nicht in die Schule gehen (Märchenspiel). Leipzig: Arwed Strauch 1933.
- Die kleinen, tapferen Eierzwerge (Bilderbuch). Illustrationen von Richard Heinrich. Leipzig: H. Schaufuß KG 1935.
- Im Schmetterlingsreich (Bilderbuch). Illustrationen von Sibylle von Olfers. München: J. F. Schreiber Verlag Esslingen 1935.
- Die Waldschule (Bilderbuch). Illustrationen von Fritz Baumgarten. Leipzig: A. Anton & Co. 1935. (Falsche Autorenangabe: Carl Felix v. Schlichtegroll)
- Die Fahrt ins Wunderland (Bilderbuch). Illustrationen von Fritz Baumgarten. Leipzig: A. Anton 1935.
- Mitgemacht! Spielt und lacht! (Märchenspiel). Leipzig: Arwed Strauch 1936.
- Der Frühling ist da (Bilderbuch). Illustrationen von Fritz Baumgarten. Leipzig: A. Anton & Co., 1936.
- Hopdiquax (Bilderbuch). Illustrationen von Vici Vago. Leipzig: A. Anton 1936.
- Familie Igels Wochenende (Bilderbuch). Illustrationen von Fritz Baumgarten. Leipzig: A. Anton 1936.
- Sportfest im Walde (Bilderbuch), Illustrationen Fritz Baumgarten. Leipzig: A. Anton 1936.
- Sixtus, Albert (Hrsg.): Auerbachs Deutscher Kinderkalender Leipzig: Verlag von Auerbachs Deutschem Kinderkalender 1936, 1937, 1938, 1939, 1940, 1941, 1942, 1943 Darin von ihm: diverse Gedichte, „Plauderecke des Kalendermanns“ und "Lustiges von Onkel Klönemann".
- Das liebe neue Jahr geht an (Kalender). Illustrationen von Luise Staudt-Zoerb. Hamburg: Agentur des Rauhen Hauses 1937.
- Das liebe neue Jahr geht an (Kalender). Illustrationen von Luise Staudt-Zoerb. Hamburg: Agentur des Rauhen Hauses 1938.
- Das Geheimnis des Riesenhügels (Abenteuerroman für die Jugend). Illustrationen von Richard Heinrich. Berlin: Globus Verlag GmbH 1941.
- Mein schöner kleiner Garten (Bilderbuch). Illustrationen von Elfriede Prasse. Berlin-München: Franz Schneider 1943.
- Die Höhlenmännlein (Bilderbuch). Illustrationen von Hanna Helwig-Goerke. Nürnberg: Sebaldus Verlag 1944, 1946, 1948.
- Die Zwergen-Feuerwehr (Bilderbuch). Illustrationen von Richard Heinrich. Dresden: Zwinger-Verlag Rudolf Glöß o. J. (zw. 1944 und 1945)
- Kasperle-Kalender Illustrationen von Richard Heinrich. Leipzig: Verlag Volk und Buch 1947.
- Hick und Hack (Bilderbuch). Illustrationen von Richard Heinrich. Dresden: Ehlermann 1947. Dresden: Walter Flechsig 1947.
- Das (zerstörte) Zwergenstädtchen (Bilderbuch). Illustrationen von Hanna Helwig-Goerke. Nürnberg: Sebaldus Verlag 1949.
- Die Gespenstermühle in der Silberschlucht (Abenteuerroman für die Jugend). Illustrationen von Walter Rieck. Stuttgart: Kreuz 1951.
- Vorwiegend heiter (Empfindsame Bilderbuchverse für Erwachsene). München: Herbert Post Presse 1966.
- Wir närrischen Menschen (Gedichtsammlung). Obercunnersdorf: Albert Sixtus Archiv 2004.
- Neue Abenteuer vom Riesenhügel (Eine Erzählung für die Jugend). Nach dem Originalmanuskript von 1949. Kottmar: Albert-Sixtus-Archiv 2016.

## Belege
1. 1 2  100 Jahre «Häschenschule»: Eine neue Version polarisiert. Rhein-Zeitung, 19. August 2024
2. 1 2 3 4 5  Westfälische Nachrichten: Neue „Häschenschule“ polarisiert – Millionenfach verkauft: Der Kinderbuchklassiker von Albert Sixtus wird 100 Jahre alt, Kultur, Kirchberg, Andreas Hummel, 31. August 2024